# Фильмография Педро Альмодовара

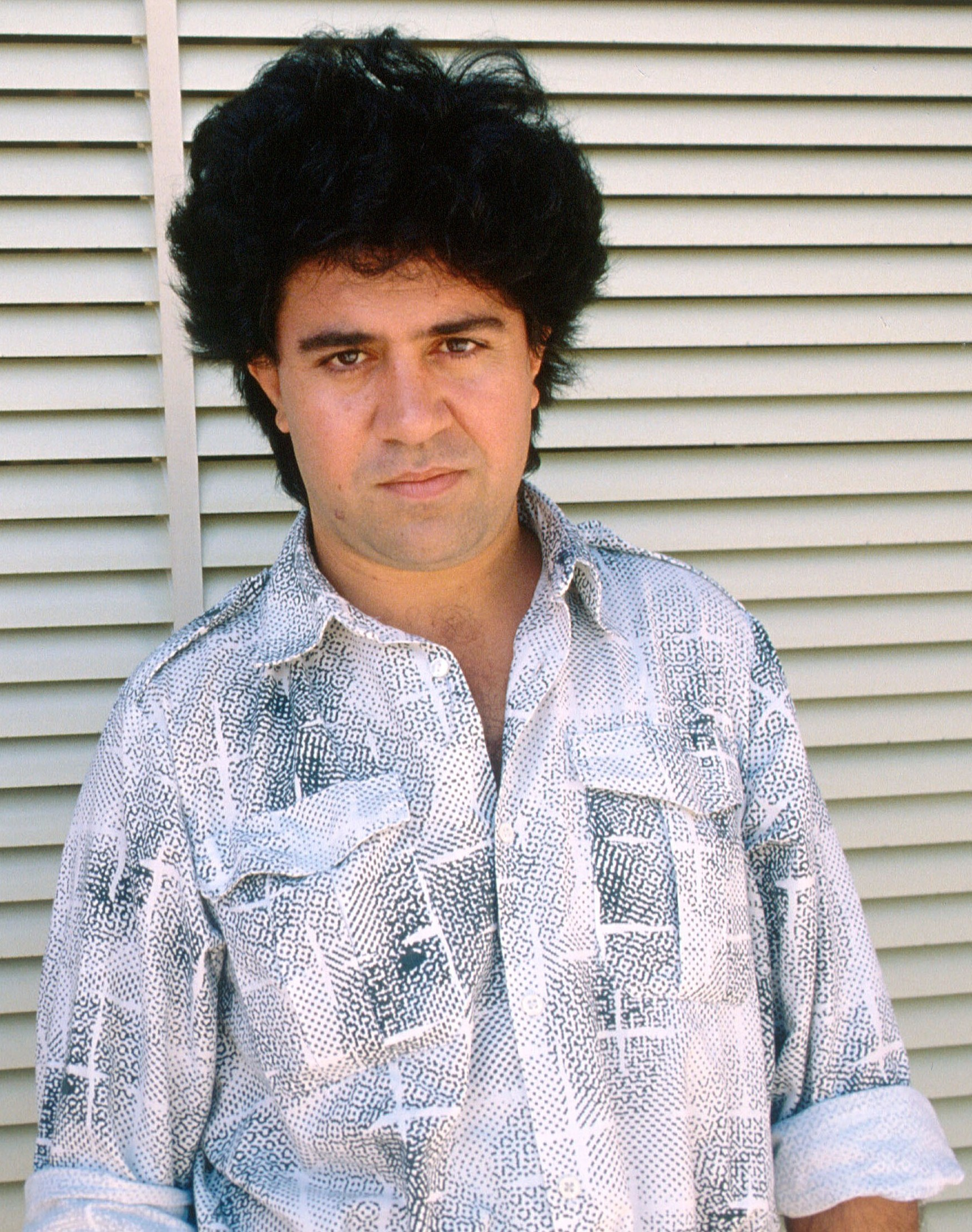
Педро Альмодовар в 1988 году

Фильмография Педро Альмодовара насчитывает более 20 полнометражных художественных фильмов. Первый свой полнометражный фильм он снял в 1980 году после нескольких лет экспериментальных работ. Картина «Пепи, Люси, Бом и остальные девушки» была наполнена яркими персонажами, многих из которых сыграли его личные друзья, а сюжет был основан на историях, которые он слышал от знакомых. Этот фильм был положительно оценён небольшим кругом критиков, пришедших в восторг от его свежести и спонтанности. Во втором своём фильме «Лабиринт страстей» Альмодовар продолжил развивать свой стиль, который с каждой новой лентой всё более совершенствовался, хотя поначалу он пользовался при съёмках ограниченным бюджетом. После финансовых проблем при создании «Матадора» он основал вместе с братом Агустином собственную продюсерскую компанию El Deseo, которая и снимала подавляющее большинство его последующих фильмов. «Женщины на грани нервного срыва», первый из них, стал и первой откровенной комедией в его фильмографии, завоевав признание как на национальном, так и на международном уровне.
В 1990-е Альмодовар экспериментировал со смешением жанров, например, триллера и мелодрамы. Фильмы этого периода пользовались международным успехом, но встречали и негативные оценки на родине. Критики обвиняли его в однообразности и потери свежести. Однако, выпущенная им в 1999 году картина «Всё о моей матери» получила признание и в мире и на родине режиссёра. Многие отнесли её к наиболее полно реализованному фильму Альмодовара.
С началом XXI века фильмы Альмодовара стали более мрачными, а их акцент сместился с женских фигур в качестве центральных персонажей на тему мужчин и мужественности. Сам режиссёр объяснял это изменениями в своём мировоззрении, образе жизни, а также возрастом.

## Режиссёр
| Год  | Название                                                                           | Съёмочная группа | Актёры | Производство | Прод.        |
| ---- | ---------------------------------------------------------------------------------- | --- | --- | --- | ------------ |
| 1980 | Пепи, Люси, Бом и остальные девушки исп. Pepi, Luci, Bom y otras chicas del montón | Сцен.: Педро Альмодовар Опер.: Пако Феминия Звук.: Мигель Поло Монт.: Хосе Сальседо | Кармен Маура (Пепи) Ольвидо Гара «Аляска» (Бом) Эва Сива (Люси) Феликс Ротаэта (полицейский) Кити Манвер (певица) Хульета Серрано (актриса) Конча Грегори (Чарито) Сесилия Рот (ведущая) | Pepón Coromina для Fígaro Films | 1 ч. 20 мин. |
| 1980 | Пепи, Люси, Бом и остальные девушки исп. Pepi, Luci, Bom y otras chicas del montón | Сюжет: Пепи, молодая независимая женщина, живущая в Мадриде, выращивает на своём балконе марихуану. Это замечает живущий в соседнем доме полицейский. В обмен на своё молчание он требует Пепи отдаться ему, а, получив отказ, насилует её. Пепи в отместку организует избиение своего насильника участниками группы «Бомитони», где поёт её подруга Бом. Но их жертвой по ошибке становится брат-близнец полицейского. Тогда Пепи пытается подружиться с Люси, женой своего насильника. Та оказывается мазохисткой, не удовлетворённой в браке, так как муж не применяет к ней насилие. Она сходится с Бом и уходит от супруга. Пепи, таким образом, ощутила себя отомщённой. Все три женщины теперь ведут весёлую ночную жизнь. Так, например, они участвуют в конкурсе эрекций (ведущего играет сам Альмодовар). Люси зарабатывает рекламой, её ролик про трусы «Понте» становится известным. Полицейский, между тем, находит свою супругу и избивает. Через некоторое время подруги находят её в больнице. Люси теперь счастлива с мужем-садистом. Пепи и Бом остаются вдвоём и строят планы на будущее. | | |              |
| 1982 | Лабиринт страстей исп. Laberinto de pasiones                                       | Сцен.: Педро Альмодовар Опер.: Анхель Луис Фернандес Звук.: Мартин Муллер Монт.: Хосе Сальседо Худ-п.: Педро Альмодовар | Сесилия Рот (Сексилия) Иманоль Ариас (Риса Ниро) Хельга Лине (Торайя) Марта Фернандес Муро (Кети) Фернандо Виванко (доктор) Фани Макнамара (Фабио) Антонио Бандерас (Садек) Анхель Алькасар (Эусебио) Кристина С. Паскуаль (подруга Эусебио) Агустин Альмодовар (Ассан) | Alphaville | 1 ч. 40 мин. |
| 1982 | Лабиринт страстей исп. Laberinto de pasiones                                       | Сюжет: | | |              |
| 1983 | Нескромное обаяние порока исп. Entre tinieblas                                     | Сцен.: Педро Альмодовар Опер.: Анхель Луис Фернандес Звук.: Мартин Муллер и Армин Фаустен Монт.: Хосе Сальседо Худ-п.: Пин Моралес и Роман Аранго | Кристина С. Паскуаль (Йоланда) Хульета Серрано (мать-настоятельница) Мариса Паредес (сестра Нечистая) Кармен Маура (сестра Павшая) Чус Лампреаве (сестра Страдающая) Лина Каналехас (сестра Гадюка) Мари Каррильо (маркиза) Эва Сива (Антония) | АО Тесауро и Луис Кальво | 1 ч. 55 мин. |
| 1983 | Нескромное обаяние порока исп. Entre tinieblas                                     | Сюжет: | | |              |
| 1984 | За что мне это? исп. ¿Qué he hecho yo para merecer esto?                           | Сцен.: Педро Альмодовар Опер.: Анхель Луис Фернандес Звук.: Бернардо Менц Монт.: Хосе Сальседо Худ-п.: Пин Моралес и Роман Аранго Худ по кост.: Сесилия Рот Комп.: Бернардо Бонецци | Кармен Маура (Глория) Анхель де Андрес Лопес (Антонио) Чус Лампреаве (бабушка) Вероника Форке (Кристаль) Кити Манвер (Хуани) Хуан Мартинес (Тони) Гонсало Суарес (Лукас) Ампаро Солер Леаль (Патрисия) Хайме Чаварри (клиент Кристаль, устраивающий стриптиз) Катя Лориц (Ингрид Мюллер) Франсиска Кабальеро (пациентка дантиста) Агустин Альмодовар (кассир в банке) | АО Тесауро | 1 ч. 42 мин. |
| 1984 | За что мне это? исп. ¿Qué he hecho yo para merecer esto?                           | Сюжет: | | |              |
| 1986 | Матадор исп. Matador                                                               | Сцен.: Педро Альмодовар при участии Хесуса Ферреро Опер.: Анхель Луис Фернандес Звук.: Бернар Ортион и Тино Асорес Монт.: Хосе Сальседо Худ-п.: Роман Аранго, Хосе Моралес и Жозеф Россель Комп.: Бернардо Бонецци | Ассумпта Серна (Мария Карденаль) Антонио Бандерас (Анхель) Начо Мартинес (Диего) Эва Кобо (Эва) Хульета Серрано (Берта) Чус Лампреаве (Пилар) Кармен Маура (Джулия) Эусебио Понсела (комиссар) Биби Андерсен (торговка цветами) Вероника Форке (журналистка) Хайме Чаварри (священник) Агустин Альмодовар (полицейский) | Андрес Висенте Гомес, АО Сиа Ибероамерикана ТВ | 1 ч. 36 мин. |
| 1986 | Матадор исп. Matador                                                               | Сюжет: | | |              |
| 1987 | Закон желания исп. La ley del deseo                                                | Сцен.: Педро Альмодовар Опер.: Анхель Луис Фернандес Звук.: Джеймс Уиллис Монт.: Хосе Сальседо Худ-п.: Хавьер Фернандес | Эусебио Понсела (Пабло Кинтеро) Кармен Маура (Тина Кинтеро) Антонио Бандерас (Антонио Бенитес) Мигель Молина (Хуан) Биби Андерсен (мать Ады) Мануэла Валеско (Ада) Фернандо Гильен (инспектор) Начо Мартинес (доктор) Хельга Лине (мать Антонио) Херман Кобос (священник) Агустин Альмодовар (адвокат) | АО Эль Десео и АО Лаурен фильмс | 1 ч. 40 мин. |
| 1987 | Закон желания исп. La ley del deseo                                                | Сюжет: | | |              |
| 1988 | Женщины на грани нервного срыва исп. Mujeres al borde de un ataque de nervios      | Сцен.: Педро Альмодовар Опер.: Хосе Луис Алькайне Звук.: Жиль Ортион Монт.: Хосе Сальседо Худ-п.: Феликс Мурсия Комп.: Бернардо Бонецци | Кармен Маура (Пепа) Фернандо Гильен (Иван) Хульета Серрано (Люсия) Антонио Бандерас (Карлос) Мария Барранко (Кандела) Росси де Пальма (Мариса) Кити Манвер (Паулина) Лолес Леон (Кристина) Чус Лампреаве (консьержка) Гильермо Монтесинос (шофёр такси) Франсиска Кабальеро (теледиктор) Агустин Альмодовар (служащий агентства недвижимости) | АО Эль Десео | 1 ч. 35 мин. |
| 1988 | Женщины на грани нервного срыва исп. Mujeres al borde de un ataque de nervios      | Сюжет: | | |              |
| 1990 | Свяжи меня! исп. ¡Átame!                                                           | Сцен.: Педро Альмодовар Опер.: Хосе Луис Алькайне Звук.: "Голдстайн и Стайнберг" Монт.: Хосе Сальседо Худ-п.: Ферран Санчес Комп.: Эннио Морриконе | Виктория Абриль (Марина) Антонио Бандерас (Рикки) Франсиско Рабаль (режиссёр Массимо Эспехо) Лолес Леон (Лола) Хульета Серрано (Альма) Мария Барранко (Берта) Росси де Пальма (девушка в скутере) Лола Кардона (директор больницы) Франсиска Кабальеро (мать Марины) Агустин Альмодовар (аптекарь) | АО Эль Десео | 1 ч. 41 мин. |
| 1990 | Свяжи меня! исп. ¡Átame!                                                           | Сюжет: | | |              |
| 1991 | Высокие каблуки исп. Tacones lejanos                                               | Сцен.: Педро Альмодовар Опер.: Альфредо Майо Звук.: Жан Поль Мугель Монт.: Хосе Сальседо Худ-п.: Пьер-Луи Тевене Комп.: Рюити Сакамото | Виктория Абриль (Ребекка) Мариса Паредес (Бекки дель Парамо) Мигель Бозе (судья/Уго/Женщина-Смерть) Педро Диес дель Корраль (Альберто) Феодор Аткин (Мануэль) Биби Андерсен (Чон) Мириам Диас-Арока (Исабель) Начо Мартинес (Хуан) Кристина Маркос (Паула) Анна Лизаран (Маргарита) Босио Муньос (Ребекка в детстве) Майрата О’Висьедо (мать судьи) | АО Эль Десео и Сиби 2000 | 1 ч. 53 мин. |
| 1991 | Высокие каблуки исп. Tacones lejanos                                               | Сюжет: | | |              |
| 1993 | Кика исп. Kika                                                                     | Сцен.: Педро Альмодовар Опер.: Альфредо Майо Звук.: Жан-Поль Мигель Монт.: Хосе Сальседо Худ-п.: Хавьер Фернандес, Ален Бене | Вероника Форке (Кика) Виктория Абриль (Андреа) Питер Койоти(Николас) Алекс Касановас (Рамон) Росси де Пальма (Хуана) Сантьяго Лахустисия (Пол Баззо) Анабель Алонсо (Ампаро) Биби Андерсен (прекрасная незнакомка) Чаро Лопес (мать Рамона) Франсиска Кабальеро (донья Пакита) Агустин Альмодовар (один из рабочих, пришедших чинить дверь квартиры Кики) | АО Эль Десео и Сиби 2000 | 1 ч. 52 мин. |
| 1993 | Кика исп. Kika                                                                     | Сюжет: | | |              |
| 1995 | Цветок моей тайны исп. La flor de mi secreto                                       | Сцен.: Педро Альмодовар Опер.: Аффонсу Беату Звук.: Бернардо Менс Монт.: Хосе Сальседо Худ-п.: Вольфганг Бурман и Мигель Лопес Пелегрин Комп.: Альберто Иглесиас | Мариса Паредес (Лео) Хуан Эчанове (Анхель) Иманоль Ариас (Пако) Карме Элиас (Бетти) Росси де Пальма (Роса) Чус Лампреаве (мать Лео) Хоакин Кортес (Антонио) Мануэла Варгас (Бланка) | АО Эль Десео и Сиби 2000 | 1 ч. 42 мин. |
| 1995 | Цветок моей тайны исп. La flor de mi secreto                                       | Сюжет: | | |              |
| 1997 | Живая плоть исп. Carne trémula                                                     | Сцен.: Педро Альмодовар при участии Рэя Лориги и Хорхе Геррикаечеварриа по роману Рут Ренделл Опер.: Аффонсу Беату Звук.: Бернардо Менс Монт.: Хосе Сальседо Комп.: Альберто Иглесиас | Хавьер Бардем (Давид) Франческа Нери (Елена) Либерто Рабаль (Виктор) Анхела Молина (Клара) Хосе Санчо (Санчо) Пенелопа Крус (Исабель) Пилар Бардем (Дона Сентро) Алекс Ангуло (водитель) | Сиби 2000, АО Эль Десео, Франс 3 Синема | 1 ч. 39 мин. |
| 1997 | Живая плоть исп. Carne trémula                                                     | Сюжет: | | |              |
| 1999 | Всё о моей матери исп. Todo sobre mi madre                                         | Сцен.: Педро Альмодовар Опер.: Аффонсу Беату Звук.: Мигель Рехас Монт.: Хосе Сальседо Комп.: Альберто Иглесиас | Сесилия Рот (Мануэла) Мариса Паредес (Ума) Кандела Пенья (Нина) Пенелопа Крус (Роса) Антония Сан Хуан (Аградо) Роса Мария Сарда (мать Росы) | Ренн продюксьон, АО Эль Десео, Франс 2, Канал + | 1 ч. 40 мин. |
| 1999 | Всё о моей матери исп. Todo sobre mi madre                                         | Сюжет: | | |              |
| 2002 | Поговори с ней исп. Hable con ella                                                 | Сцен.: Педро Альмодовар Исп. прод.: Агустин Альмодовар Дир. произв.: Эстер Гарсиа Опер.: Хавьер Агирресаробе Звук.: Мигель Рехас Монт.: Хосе Сальседо Комп.: Альберто Иглесиас Худ-рук.: Анчон Гомес Пом. прод.: Мичель Рубен Грим: Кармеле Солер Прич.: Франсиско Родригес Худ. по кост.: Соня Гранде Комб. с.: Хосе А. Бермудес Хор.: Пина Бауш | Хавьер Камара (Бениньо) Дарио Грандинетти (Марко) Леонор Уотлинг (Алисия) Росарио Флорес (Лидия) Мариола Фуэнтес (Роса) Джеральдина Чаплин (Катерина Билова) | Ренн продюксьон, АО Эль Десео, Франс 3 | 1 ч. 52 мин. |
| 2002 | Поговори с ней исп. Hable con ella                                                 | Сюжет: | | |              |
| 2004 | Дурное воспитание исп. La mala educación                                           | Сцен.: Педро Альмодовар Прод.: Агустин Альмодовар Исп. прод.: Эстер Гарсиа Опер.: Хосе Луис Алькайне Комп.: Альберто Иглесиас Худ-рук.: Анчон Гомес Звук.: Мигель Рехас Микш.: Хосе Антонио Бермудес Втор. опер.: Хоакин Манчадо Грим: Анна Лосано Прич.: Пепито Уэс Худ. по кост.: Пако Дельгадо при участии Жана-Поля Готье | Гаэль Гарсия Берналь (Анхель/Хуан/Сахара) Феле Мартинес (Энрике Годед) Хавьер Камара (Пакито) Даниель Хименес Качо (отец Маноло) Луис Омар (господин Беренгер) Франсиско Бойра (Игнасио) Франсиско Маэстре (отец Хосе) Хуан Фернандес (Мартин) Игнасио Перес (Игнасио в детстве) Рауль Г. Форнейро (Энрике в детстве) Петра Мартинес (мать Игнасио) Сандра (Нэнси Долл) Роберто Ойас (бармен в "Галисии") | Канал + Эспанья, АО Эль Десео, Телевисион Эспаньола | 1 ч. 45 мин. |
| 2004 | Дурное воспитание исп. La mala educación                                           | Сюжет: | | |              |
| 2006 | Возвращение исп. Volver                                                            | Сцен.: Педро Альмодовар Прод.: Эстер Гарсиа Исп. прод.: Агустин Альмодовар Опер.: Хосе Луис Алькайне Монт.: Хосе Сальседо Комп.: Альберто Иглесиас Звук.: Мигель Рехас Микш.: Хосе Антонио Бермудес Грим: Марило Осуна Худ. по кост.: Сабин Дайгелер | Пенелопа Крус (Раймунда) Кармен Маура (Ирен) Лола Дуэньяс (Сол) Бланка Портильо (Агустина) Йохана Кобо (Паула) Чус Лампреаве (тётя Паула) Антонио де ла Торре (Пако) Карлос Бланко (Эмилио) Мария Исабель Диас (Регина) Карлос Гарсиа Камберо (Карлос) | Канал + Эспанья, АО Эль Десео, Телевисион Эспаньола, Министерство культуры                                                                                   | 2 ч. 01 мин. |
| 2006 | Возвращение исп. Volver                                                            | Сюжет: | | |              |
| 2009 | Разомкнутые объятия исп. Los abrazos rotos                                         | Сцен.: Педро Альмодовар Опер.: Родриго Прието Прод.: Эстер Гарсиа и Агустин Альмодовар Звук.: Мигель Рехас Монт.: Хосе Сальседо Худ-п.: Анчон Гомес Комп.: Альберто Иглесиас Худ. по кост.: Соня Гранде Худ. по спецэф.: Рейес Абадес | Пенелопа Крус (Лена) Луис Омар (Матео Бланко / Гарри Кейн) Бланка Портильо (Джудит Гарсия) Хосе Луис Гомес (Эрнесто Мартель) Тамар Новас (Диего) Рубен Окандиано (Рэй Икс) Анхела Молина (мать Лены) Мариола Фуэнтес (Эдурне) Чус Лампреаве (консьержка) Кити Манвер (мадам Милен) Дани Мартин (Марио) | El Deseo | 2 ч. 8 мин.  |
| 2009 | Разомкнутые объятия исп. Los abrazos rotos                                         | Сюжет: | | |              |
| 2011 | Кожа, в которой я живу исп. La piel que habito                                     | Сцен.: Педро Альмодовар на основе повести «Тарантул» Тьерри Жонке Прод.: Агустин Альмодовар, Педро Альмодовар и Эстер Гарсиа Опер.: Хосе Луис Алькайне Монт.: Хосе Сальседо Худ-п.: Анчон Гомес Худ. по кост.: Франсиско Дельгадо Лопес Комп.: Альберто Иглесиас | Антонио Бандерас (Роберт Ледгард) Елена Анайя (Вера Крус) Мариса Паредес (Марилия) Хан Корнет (Висенте) Бланка Суарес (Норма Ледгард) Роберто Аламо (Сека) Эдуард Фернандес (Фульхенсио) Суси Санчес (мать Висенте) Барбара Ленни (Кристина) | El Deseo, Blue Haze Entertainment, Canal+ España, Televisión Española, Instituto de la Cinematografía y de las Artes Audiovisuales, FilmNation Entertainment | 1 ч. 55 мин. |
| 2011 | Кожа, в которой я живу исп. La piel que habito                                     | Сюжет: | | |              |
| 2013 | Я очень возбуждён исп. Los amantes pasajeros                                       | Сцен.: Педро Альмодовар Прод.: Агустин Альмодовар и Эстер Гарсиа Опер.: Хосе Луис Алькайне Звук.: Иван Марин Монт.: Хосе Сальседо Худ-п.: María Clara Notari Худ. по кост.: David Delfín Hasta el fin и Татьяна Эрнандес Комп.: Альберто Иглесиас | Антонио де ла Торре (Алекс Асеро) Уго Сильва (второй пилот Бенито Морон) Пас Вега (Альба) Сесилия Рот (Норма) Бланка Суарес (Руфь) Карлос Аресес (Фахас) Хавьер Камара (Хосерра) Рауль Аревало (Ульоа) Лола Дуэньяс (Бруна) Хосе Луис Торрихо (Мас) Хосе Мария Яспик (Инфанте) Гильермо Толедо (Рикардо Галан) Мигель Анхель Сильвестре и Лайя Марти (молодожёны) Антонио Бандерас (камео/эпизод, Леон) Пенелопа Крус (камео/эпизод, Джессика) | El Deseo, Renn Productions, France 2 Cinema | 1 ч. 30 мин. |
| 2013 | Я очень возбуждён исп. Los amantes pasajeros                                       | Сюжет: | | |              |
| 2016 | Джульетта исп. Julieta                                                             | Сцен.: Педро Альмодовар Прод.: Агустин Альмодовар и Эстер Гарсиа Опер.: Жан-Клод Ларрьё Звук.: Монт.: Хосе Сальседо Худ-п.: Комп.: Альберто Иглесиас | Эмма Суарес (Джульетта Аркос, до замужества — Янг) Адриана Угарте (Джульетта Янг (в молодости), преподаватель классической литературы) Даниель Грао (Хуан Аркос, рыбак, муж Джульетты, отец Антии) Присцилла Дельгадо (Анти́я (в подростковом возрасте), дочь Джульетты и Хуана) Бланка Парес (Анти́я (в 18 лет), дочь Джульетты и Хуана) Инма Куэста (Ава, художник, подруга Хуана) Дарио Грандинетти (Лоренсо Джентиле, бойфренд Джульетты) Мишель Дженнер (Беатрис, бывшая лучшая подруга Антии в детстве) Пилар Кастро (Клаудиа, мать Беатрис) Натали Поса (Хуана) Суси Санчес (Сара, мать Джульетты Аркос) Росси де Пальма (Мариан) Хоакин Нотарио (Самуэль, отец Джульетты Аркос) | El Deseo, Echo Lake Entertainmen, Canal+ France, Ciné +, Televisión Española                                                                                 | 1 ч. 36 мин. |
| 2016 | Джульетта исп. Julieta                                                             | Сюжет: | | |              |
| 2019 | Боль и слава исп. Dolor y gloria                                                   | Сцен.: Педро Альмодовар Прод.: Агустин Альмодовар и Эстер Гарсиа Опер.: Хосе Луис Алькайне Звук.: Монт.: Тереса Фонт Худ-п.: Анчон Гомес Комп.: Альберто Иглесиас | Антонио Бандерас (Сальвадор) Асьер Флорес (Сальвадор) Асьер Эчеандиа (Альберто Креспо) Леонардо Сбаралья (Федерико Дельгадо) Нора Навас (Мерседес) Хульета Серрано (Хасинта) Пенелопа Крус (Хасинта) Рауль Аревало (Венасио Майо) Сесилия Рот (Сулема) Педро Касабланк (доктор Галиндо) Суси Санчес (Беата) Сесар Висенте (Эдуардо) | El Deseo | 1 ч. 48 мин. |
| 2019 | Боль и слава исп. Dolor y gloria                                                   | Сюжет: | | |              |
| 2022 | Параллельные матери исп. Madres paralelas                                          | Сцен.: Педро Альмодовар Прод.: Агустин Альмодовар и Эстер Гарсиа Опер.: Хосе Луис Алькайне Звук.: Монт.: Тереса Фонт Худ-п.: Комп.: Альберто Иглесиас | Пенелопа Крус (Джанис) Милена Смит (Анна) Айтана Санчес-Хихон (Тереза) Исраэль Элехальде (Артуро) Росси де Пальма (Елена) Хульета Серрано (Брихида) Даниэла Сантьяго (модель) Хосе Хавьер Домингес (официант) Адельфа Кальво (племянница Брихиды) Кармен Флорес (Долорес) | El Deseo, RTVE | 2 ч. 3 мин.  |
| 2022 | Параллельные матери исп. Madres paralelas                                          | Сюжет: | | |              |